# Gustav Remec
Gustav Remec nadimak Miho (Sušak, 15. srpnja 1900. – Nürnberg, 30. srpnja 1972.), nogometaš i pjevač (tenor), prvak Opere Hrvatskog narodnog kazališta u Zagrebu.

## Nogometna karijera
Iz rodnog Sušaka doselio se u Zagreb nakon Prvog svjetskog rata. Bio je jedan od najboljih igrača zagrebačkog Građanskog dvadesetih godina 20. stoljeća. U prvoj zlatnoj generaciji kluba zajedno je s Rudolfom Rupecom i Rudolfom Hitrecom činio čuvenu srednju liniju popularno nazvanu “ec“ linija. Bio je dobar tehničar s elegantnim kretnjama i točnim proigravanjima, te uspješan u igri glavom. S Građanskim je osvojio tri naslova prvaka Kraljevine SHS (1923., 1926. i 1928.). 1929. godine prelazi u novoosnovani klub Građanski 1911. Novi klub je ubrzo ugašen, te 1930. godine prelazi u zagrebačku Concordiju. S Concordijom osvaja naslov prvaka Jugoslavije 1930. godine, te time postaje igrač s najviše osvojenih titula prvaka, što do 90-tih nije uspjelo niti jednom nogometašu iz zagrebačkih klubova.  Od 1924. godine do 1930. godine igrao je i za Zagrebačku reprezentaciju s kojom je tri puta za redom osvojio Kup kralja Aleksandra (1924., 1925. i 1926.). Za Zagrebačku reprezentaciju odigrao je 14 utakmica (5 utakmica u Kupu kralja Aleksandra).

## Pjevač
Gustav Remec od 1932. godine više nije u sastavu Concordije, te se počinje baviti pjevanjem. Već je i tijekom nogometne karijere uzimao privatne sate pjevanja. Prvi nastup u nacionalnom je kazalištu imao u proljeće 1933. godine u opereti Zemlja smiješka Franza Lehára. Ubrzo nakon prvog nastupa odlazi u Dresden na usavršavanje. Dok je boravio u Dresdenu u više navrata je gostovao u zagrebačkoj operi te nastupao u Puccinijevim operama La bohème i Madama Butterfly.